# Palestyńczycy

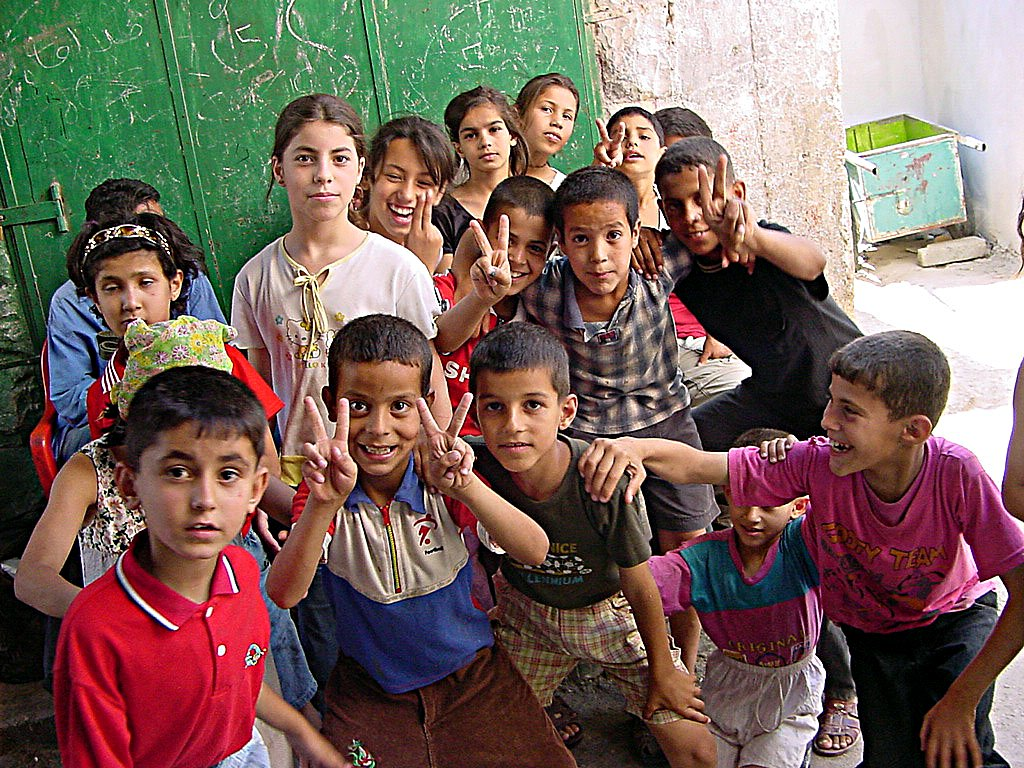
Palestyńskie dzieci w Dżaninie

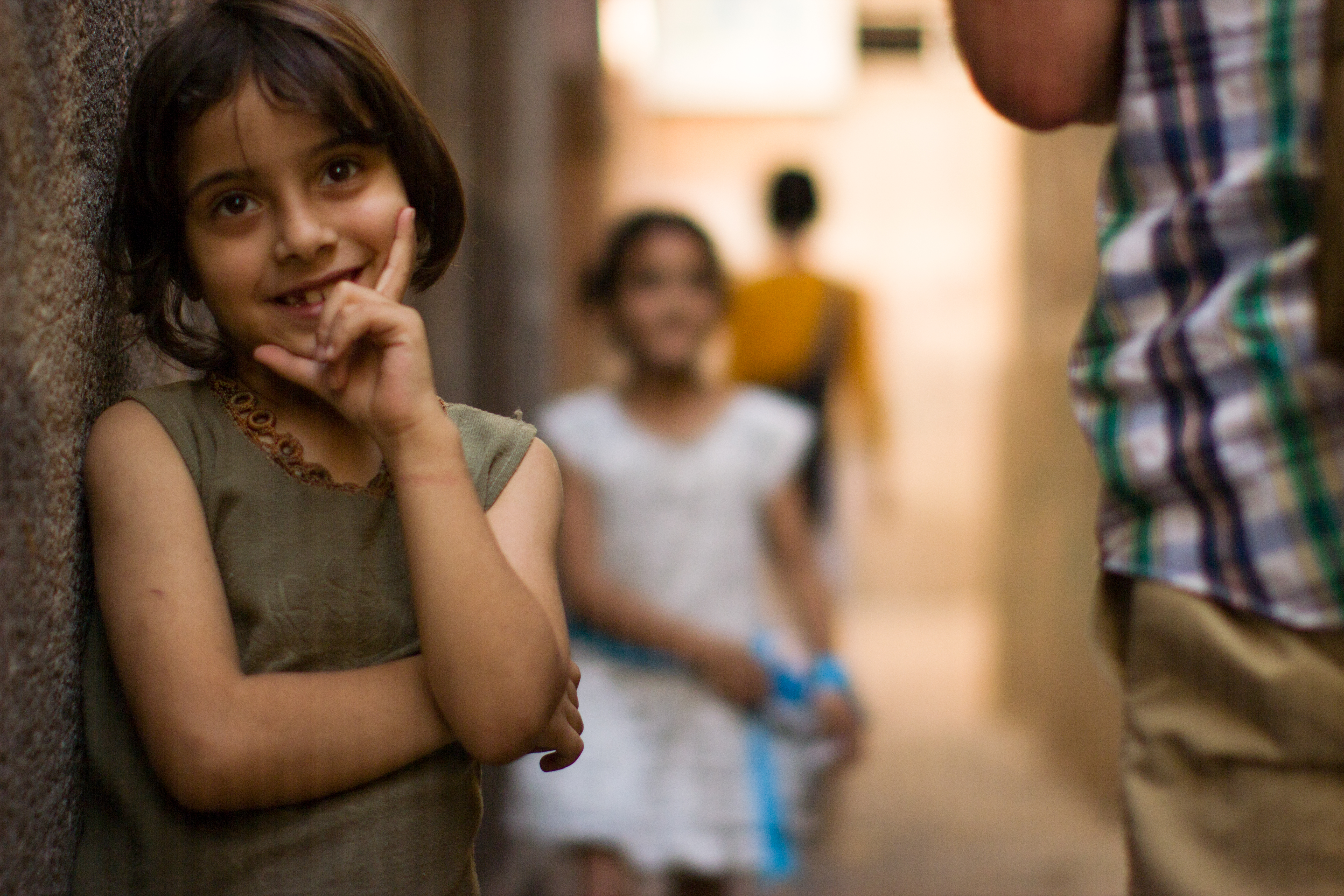
Palestyńska dziewczynka z Nablusu

Palestyńczycy (arab. ‏فلسطينيون‎ trl. flsṭīnīūn, hebr. ‏פָלַסְטִינִים‎ falestinim) – grupa etniczna Arabów zamieszkująca tereny byłego brytyjskiego terytorium mandatowego Palestyny i Transjordanii, mieszkająca głównie na Zachodnim Brzegu i w Strefie Gazy, tworzących Autonomię Palestyńską oraz w Jordanii i Izraelu. Jest to określenie geograficzne na Arabów mieszkających w historycznej Palestynie.
Nazwa Palestyńczycy pochodzi od starożytnych Filistynów, zasiedlających od około XII wieku p.n.e. wąski, nadmorski pas ziemi, obejmujący Gazę i jej północne przyległości z miastami Aszdod i Aszkelon.
Duże populacje Palestyńczyków poza Bliskim Wschodem znajdują się w Chile (500 tys.), Hondurasie (280 tys.), Salwadorze (ok. 100 tys.) i w USA (175 tys., gł. w Chicago).

## Historia
Autorem pierwszego udokumentowanego przypadku użycia słowa „Palestyńczycy” jako określenia oddzielnej tożsamości narodowej Arabów zamieszkałych w Palestynie jest Chalil Bajdas. Umieścił je w przedmowie do jego tłumaczenia Opisu Ziemi Świętej Akima Olesnickiego w 1898 r.
Faktycznie do czasu mandatu brytyjskiego nie istniała odrębna palestyńska świadomość narodowa. Dopiero w obliczu konfliktu z osadnikami żydowskimi, a w szczególności po podziale mandatu brytyjskiego w 1947 zaczęły narastać tendencje narodowotwórcze i potrzeba stworzenia niezależnego państwa palestyńskiego w tym regionie.

### Współczesność
W wyniku działań wojennych pierwszej wojny izraelsko-arabskiej 1948–1949, a także później po wojnie sześciodniowej w 1967, wielu Arabów/Palestyńczyków, w znacznej części na wezwanie liderów arabskich, a także w obawie przed terrorem żydowskich organizacji paramilitarnych, masowo opuszczało swoje dotychczasowe miejsce zamieszkania. Liczbę uchodźców szacuje się na 726 tysięcy w roku 1948, a 20 lat później na ok. 400 tysięcy. Współcześnie terytoria okupowane zamieszkuje 2,3 mln Palestyńczyków (2001), z czego zdecydowana większość to uchodźcy z terenu Izraela. Poza granicami Autonomii mieszka jeszcze 2–3 miliony Palestyńczyków, głównie w sąsiednich krajach arabskich – najwięcej w Jordanii. Wielu z nich żyje w obozach dla uchodźców poniżej granicy ubóstwa. Z drugiej strony wielu Palestyńczykom udało się zdobyć wyższe wykształcenie na arabskich uczelniach i stąd właśnie wywodzą się najważniejsi inicjatorzy zbrojnego ruchu wyzwoleńczego.

#### Konflikt z Izraelem
W drugiej połowie lat 50. powstała pierwsza narodowowyzwoleńcza organizacja działająca pod nazwą al-Fatah. W 1964 roku powołano do życia Organizację Wyzwolenia Palestyny, która miała reprezentować cały naród palestyński. Wkrótce przyjęto również Palestyńską Kartę Narodową, która stała się swego rodzaju konstytucją Palestyńczyków, a do której odwoływały się wszystkie partie i ruchy palestyńskie. Wieloletnim liderem OWP pozostawał członek Fatahu Jasir Arafat. W ciągu kolejnych lat powstawały nowe ruchy, które były coraz bardziej radykalne. Wśród nich znalazły się Ludowy Front Wyzwolenia Palestyny, Demokratyczny Front Wyzwolenia Palestyny czy Ludowy Front Wyzwolenia Palestyny – Główne Dowództwo. Utworzone zostały także organizacje powiązane z rządami sąsiednich państw arabskich – As-Sa’ika (związana z Syrią) i Arabski Front Wyzwolenia (z Irakiem). Organizacje te zasiliły OWP (Ludowy Front Wyzwolenia Palestyny kilkukrotnie zawiesił w nim członkostwo) tworząc jego radykalne skrzydło. Niemniej jednak większość w OWP zajmowali bardziej umiarkowani działacze związani z Fatahem. Radykalni fedaini zawiedzeni rezultatami walki partyzanckiej zaczęli po 1968 roku stosować też terroryzm, a w szczególności porwania samolotów. Do końca lat 80. (a więc czasu popularyzacji islamskich ruchów) w ruchu wyzwoleńczym dominowali fedaini domagający się utworzenia świeckiego i demokratycznego państwa palestyńskiego- członkowie ruchów fedainów reprezentowali na ogół poglądy lewicowo-nacjonalistyczne, socjalistyczne czy komunistyczne (inspirując się ruchami partyzanckimi z Wietnamu, Chin, Ameryki Łacińskiej czy Algierii).
Duża część członków zbrojnego ruchu narodowowyzwoleńczego schroniła się na terenie Jordanii, której rząd częściowo tolerował ich obecność. W 1970 roku doszło do konfliktu między ugrupowaniami palestyńskimi, a rządem Jordanii. Radykalni fedaini którzy przyjęli do swojej ideologii elementy skrajnie lewicowe byli coraz bardziej krytyczni wobec jordańskiej monarchii, aż w końcu uznali monarchę za wroga Palestyńczyków. Spór przerodził się w otwartą wojnę (Czarny Wrzesień) w której Palestyńczyków bez większych sukcesów wsparły oddziały syryjskie. Klęska oddziałów palestyńskich w wojnie spowodowała masową emigrację Palestyńczyków z tego kraju. Mimo to Palestyńczycy wciąż stanowią większość ludności Jordanii. Pokonane oddziały palestyńskie przeniosły swoje siedziby do południowego Libanu. Porażka fedainów w wojnie skłoniła niektórych działaczy do rezygnacji z dotychczasowej taktyki i przyjęcia terroryzmu (w tym międzynarodowego) jako głównej metody walki, organizacjami takimi były Czarny Wrzesień czy Organizacja Abu Nidala. Przy czym w ich terrorystycznych akcjach zyskały one pomoc zagranicznych organizacji terrorystycznych takich jak Japońska Armia Czerwona, Frakcja Czerwonej Armii czy Czerwone Brygady.
Po wybuchu wojny domowej w Libanie (1975) (wojna wybuchła po zamachu na propalestyńskiego polityka) OWP zaczęła działać jako swoiste państwo w państwie. Izrael wykorzystał chaos w Libanie do rozbicia palestyńskich fedainów atakujących Izrael. W tym celu w 1978 roku rząd Izraela rozpoczął operację Litani, która nie zatrzymała jednak antyizraelskich akcji zbrojnych OWP. Izraelczycy wkroczyli ponownie do Libanu w 1982 roku wywołując wojnę libańską. Przegrana fedainów w walce z Izraelczykami doprowadziła do wycofania ich siedzib z Libanu i przeniesienia do – odległej od Izraela – Tunezji.
Na terenach Strefy Gazy i Zachodniego Brzegu Jordanu zbrojne powstania palestyńskie (tzw. intifada) przeciw izraelskiej okupacji wybuchały w latach 1987 i 2000. 15 listopada 1988 roku OWP ogłosiła utworzenie niepodległego państwa palestyńskiego i rządu na uchodźstwie, który zgłaszał roszczenia do całej Palestyny, zdefiniowanej przez Brytyjski Mandat Palestyny. Na początku lat 90. czołowi urzędnicy al-Fatahu zaangażowali serię tajnych rozmów i negocjacji z rządem Izraela które doprowadziły w 1993 roku do zawarcia porozumień w Oslo. Arafat uznał Izrael w imieniu OWP, a ponadto wyrzekł się przemocy w walce o niepodległość, premier Izraela Icchak Rabin uznał natomiast OWP. Wraz z porozumieniami powstała Autonomia Palestyńska.
Porozumienia z Oslo nie uznały radykalne grupy OWP oraz rosnący w siłę radykałowie-islamiści. Ci drudzy od końca lat 1980. zyskali bardzo duże poparcie społeczne, a ich grupy takie jak Hamas i Palestyński Islamski Dżihad przyjęły agresywną strategię dopuszczającą ataki na izraelskich cywilów oraz terrorystyczne zamachy samobójcze.